# Mr. Wonderful
Mr. Wonderful – drugi album studyjny zespołu Fleetwood Mac z 1968 roku.

## Lista utworów
| 1.  | „Stop Messin’ Round” (Adams, Green)       | 2:22  |
|     |                                           |       |
| 2.  | „I’ve Lost My Baby” (Spencer)             | 4:18  |
|     |                                           |       |
| 3.  | „Rollin’ Man” (Adams, Green)              | 2:54  |
|     |                                           |       |
| 4.  | „Dust My Broom” (James, Johnson)          | 2:54  |
|     |                                           |       |
| 5.  | „Love That Burns” (Adams, Green)          | 5:04  |
|     |                                           |       |
| 6.  | „Doctor Brown” (Brown, Glasco)            | 3:48  |
|     |                                           |       |
| 7.  | „Need Your Love Tonight” (Spencer)        | 3:29  |
|     |                                           |       |
| 8.  | „If You Be My Baby” (Adams, Green)        | 3:54  |
|     |                                           |       |
| 9.  | „Evenin’ Boogie” (Spencer)                | 2:42  |
|     |                                           |       |
| 10. | „Lazy Poker Blues” (Adams, Green)         | 2:37  |
|     |                                           |       |
| 11. | „Coming Home” (James)                     | 2:41  |
|     |                                           |       |
| 12. | „Trying So Hard to Forget” (Adams, Green) | 4:47  |
|     |                                           |       |
|     |                                           | 41:30 |
|     |                                           |       |

## Twórcy
- Peter Green – wokal, gitara, harmonijka
- Jeremy Spencer – wokal, slide gitara
- John McVie – bas
- Mick Fleetwood – perkusja

## Goście
- Johnny Almond – saksofon tenorowy
- Duster Bennett – harmonijka
- Steve Gregory – saksofon altowy
- Dave Howard – saksofon
- Christine McVie – instrumenty klawiszowe, pianino, wokal
- Roland Vaughan – saksofon